# Unter Umständen verliebt
Unter Umständen verliebt ist ein österreichischer Fernsehfilm von Sven Bohse, der am 6. März 2012 erstmals ausgestrahlt wurde. Es handelt sich um die erste Spielfilmproduktion des österreichischen Privatsenders Puls 4. Arbeitstitel des Films war „Big Spender“.

## Handlung
Der Film erzählt die Geschichte von dem Model Steffi Salzmann und dem im Leben nicht sehr erfolgreichen Tommi Gehrke. Der Kinderwunsch von Steffi und ihrem Freund Richard kann ohne Samenspende eines Spenders nicht verwirklicht werden, da Richard zeugungsunfähig ist. Die Wahl fällt auf Tommis Sperma. Nachdem Steffi aus Richards Wohnung ausgezogen ist, weil dieser sie mit einer anderen Frau betrogen hat, braucht sie eine Unterkunft. Nach einer Recherche findet die schwangere Steffi den Wohnort des Samenspenders heraus, wo sie ihn aufsucht und beim Anblick des baufälligen Gartenhäuschens, das Tommi bewohnt, schockiert feststellen muss, dass er keinesfalls der erfolgreiche, kultivierte und sportliche Mann ist, der er vorgab zu sein. Nach einigem Hin und Her finden Steffi und Tommi dennoch glücklich zusammen.

## Musik
Die verwendeten Lieder zum Film „Unter Umständen verliebt“ sind Milk & Honey von den Beatsteaks, Consequence von The Notwist, Towers von Bon Iver, This Is The Beginning von Boy, Loser von Beck Hansen und Big Jet Plane von Angus & Julia Stone, sowie Break Stuff von Limp Bizkit.
Teile des Scores am Anfang des Films sind auffallend stark von Imogen Heaps Album Illusion beeinflusst.

## Kritiken
„Anspruchslose (Fernseh-)Liebeskomödie nach üblichem Schema, die einmal mehr besagt, dass es nicht auf den äußeren Schein ankommt, wenn das Herz am rechten Fleck sitzt.“

„Zugegeben: die Geschichte, die Sven Bohse […] inszeniert hat, klingt nach dem üblichen Beziehungsklamauk. Doch nach dem Drehbuch von Aglef Püschel und Wiebke Jaspersen […] in Szene gesetzt, machen die Hauptdarsteller daraus einen sympathischen und überaus witzigen Spaß. Besonders die aus Innsbruck stammende Mirjam Weichselbraun […] weiß hier in der Rolle der jungen Frau, die unbedingt Mutter werden will, zu überzeugen. Echten Laufsteg-Glanz verleihen der Liebeskomödie übrigens ‚Germany's next Topmodel‘-Juror Rolf Schneider und Lydia Obute (Siegerin der dritten ‚Austria's next Topmodel-Staffel‘), die in Gastrollen zu sehen sind.“